# Konstmodell
För andra betydelser, se Modell.

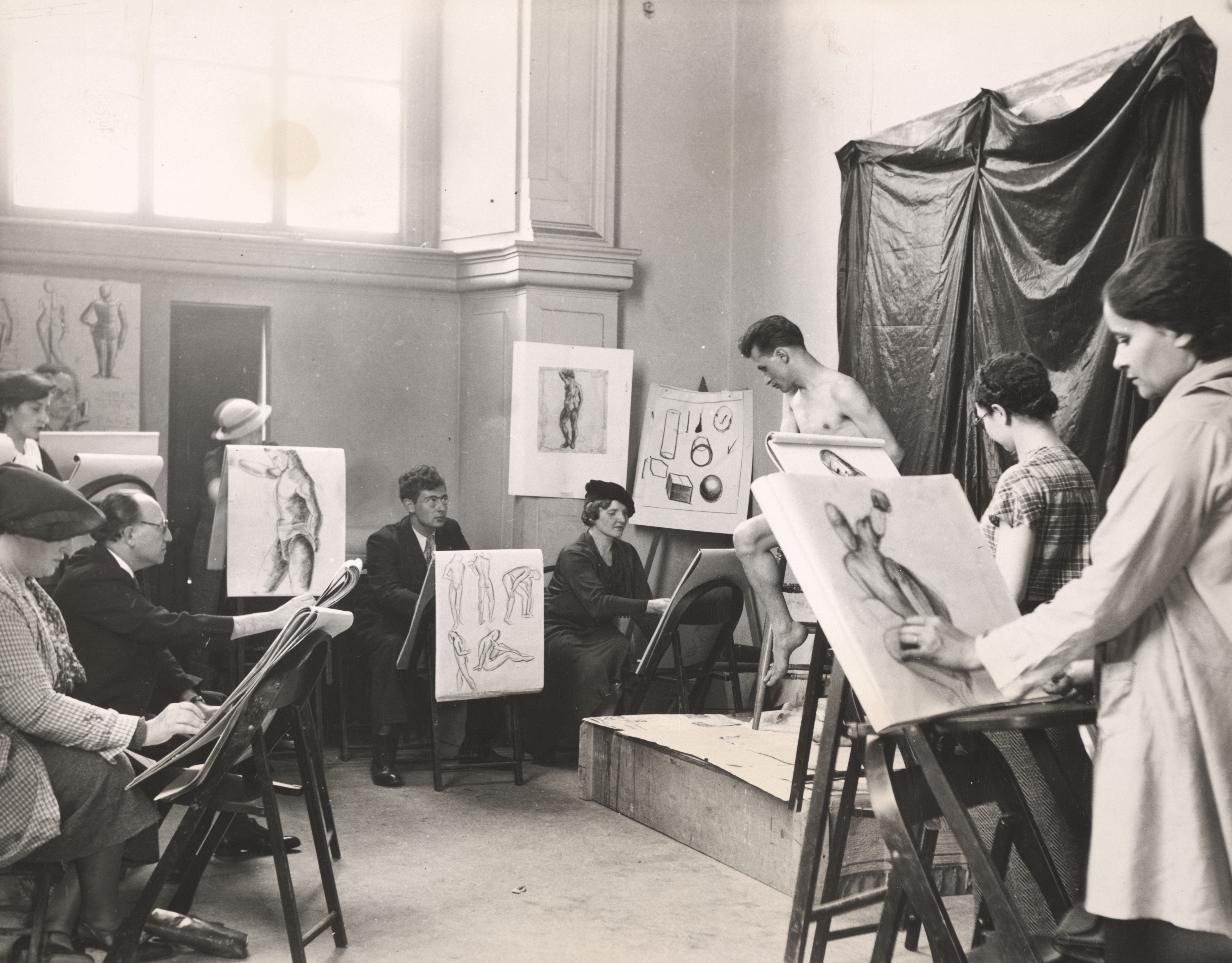
Lektion i måleri efter modell (aktstudie), vid Brooklyn Museum 1935.

En konstmodell är en person poserar för skapandet av bildkonst – som del av den kreativa processen – inklusive måleri, skulptur eller konstfotografi. Modellen är ofta naken eller lättklädd (se nakenmodell), och poserandet är ett sätt att bättre kunna skapa en realistisk avbildning av den mänskliga anatomin. Avbildandet av den avklädda mänskliga kroppen i konstnärligt syfte benämns ofta akt eller aktstudie.

## Funktion och arbete
Modellandet är ett ofta påfrestande arbete, med ihållande muskelanspänning i fasta positioner. Det konstnärliga avbildandet förutsätter att modellen kan inta olika kroppsställningar och behålla dessa under en viss tid. Positionerna kan ofta vara visuellt intressanta men utmanande för den mänskliga kroppen, och till detta kommer det "emotionella arbete" som krävs för att behålla en neutral sinnesnärvaro under utförandet av en socialt tvivelaktig roll. Nakenmodeller är en väl etablerad del av konstskapandet, men offentlig nakenhet ses i samhället ofta som något gränsöverskridande och en utmaning av den allmänna moralen. Modellandet kan bidra till stigmatisering eller utnyttjande, och historiskt har modellen setts som ett "kvinnoyrke" och utsatt för den manliga blicken i en miljö där nästan endast män verkade som konstnärer. Även i nutiden har ofta den manliga modellen en mindre arbetsmarknad. Vid avmålning av påklädda modeller är det dock vanligt att släkt och vänner tjänstgör som modell. 
Modellande för konstnärliga ändamål är en vid och ibland otydligt avgränsad syssla, med övergångar till reklam eller erotica. Produktion av erotisk konst kan använda nakenmodeller, och i produktion av erotica av mer pornografiskt slag är nakenmodellande en förutsättning för skapandet av erotiska fotografier eller filmer. I sådana fall kan modellen benämnas glamourmodell. Om modellandet syftar till marknadsföring av en kommersiell produkt kan man tala om modemodellande eller reklammodellande.
Mycket av den offentliga uppfattningen av konstmodeller och deras roll i skapandet av bildkonst baseras på mytologi, och sammanblandningen av konstmodellande med andra typer av modellarbete. Historiska exempel på modeller som fungerat som musor för konstnären, blivit konstnärens älskarinna eller hustru. Dessa uppfattningar negligerar konstmodellens eget perspektiv och hens professionella roll i modellandet – arbetet. Konstmodeller organiserar sig ibland fackligt, men det är ovanligt att detta leder till en möjlighet att strejka sig till bättre arbetsvillkor.
Under renässansen började avtecknandet av människokroppen ses som det mest effektiva sättet att utveckla sin konstnärliga förmåga. I modern tid har avbildandet av den verkliga kroppen setts som överlägset utnyttjandet av gipsavgjutningar, fotografier eller andra bilder. Till detta kommer den levande mänskliga närvaron, vilket bidrar till en känslomässig koppling mellan avbildaren och den avbildade personen; modellen förutsätts dock presentera den mänskliga kroppen för avbildande (en sorts objektifiering) utan att kommunicera.
Tecknandet efter modell, i form av kroki eller aktstudier, har blivit en viktig del av verksamheten på konstutbildningar. I klassrummet, där syftet är att lära sig teckna eller måla av människokroppen i olika form, ålder och etnisk tillhörighet, kan vem som helst stå modell.